# Podaljšana petstrana bipiramida
| Podaljšana petstrana bipiramida | Podaljšana petstrana bipiramida     |
| ------------------------------- | ----------------------------------- |
|                                 |                                     |
| Vrsta                           | Johnsonovo telo J15-J16-J17         |
| Stranske ploskve                | 10 trikotnikov 5 kvadratov          |
| Oglišča                         | 12                                  |
| Robovi                          | 25                                  |
| Konfiguracija oglišča           | 10(32.42) 2(35)                     |
| Grupa simetrije                 | D5h, [5,2], (*522)                  |
| Dualni polieder                 | petstrana dvojna prisekana piramida |
| Lastnosti                       | konveksna                           |

Podaljšana petstrana bipiramida je eno izmed Johnsonovih teles (J16). Kot že ime nakazuje jo lahko dobimo tako, da podaljšamo petstrano bipiramido (J13) s tem, da prilepimo petstrano prizmo na njeni skladni polovici.